# Wanderwelle

Eine elektrische Wanderwelle bewegt sich auf einer Leitung vom Speisepunkt zur Last (Abschlusswiderstand). Der Abstand zwischen je zwei benachbarten Wellenbergen ist die Wellenlänge.

Eine Wanderwelle ist eine Welle, die zwischen parallelen Begrenzungen oder auf einem eindimensional ausgedehnten Medium (Leitung) in einer Richtung fortschreitet. Die Bezeichnung Wanderwelle soll den Unterschied zur stehenden Welle betonen und ist nur in bestimmten Fachgebieten üblich.
Die Wanderwelle kann  als näherungsweise eindimensionales Phänomen mit der Formel für eine ebene Welle beschrieben werden. Im harmonischen, d. h. sinusförmigen Fall ist die Auslenkung:
{\displaystyle y(x,t)=A\sin(kx-\omega t+\phi )\,},
wobei {\displaystyle A} die Amplitude, {\displaystyle k} die Kreiswellenzahl, {\displaystyle \omega =2\pi f} die Kreisfrequenz, {\displaystyle t} die Zeit und {\displaystyle \phi } die Phase ist.
Die Phasengeschwindigkeit {\displaystyle v_{\mathrm {p} }} der Welle ist
{\displaystyle v_{\mathrm {p} }={\frac {\omega }{k}}=\lambda f}.
{\displaystyle \lambda } ist die Wellenlänge.
Auf einigen Gebieten wird die Bezeichnung Wanderwelle auch für einen einzelnen Impuls benutzt, der auf einer Leitung entlangläuft (siehe z. B. Impulsfahrplan).

## Physiologie

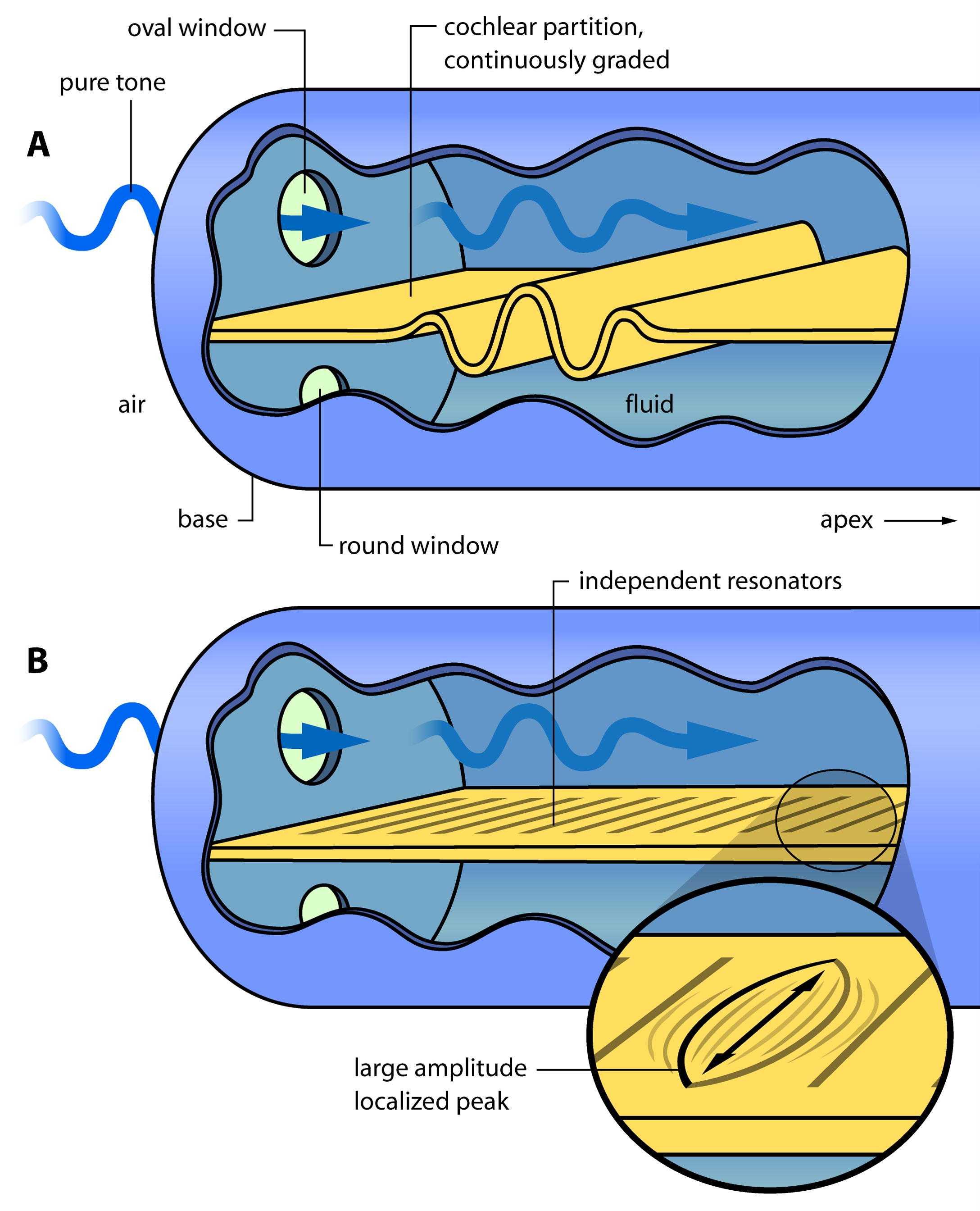
Hörschnecke, schematisch.
A: Wanderwelle, die sich ähnlich einem Seil bewegt und zu Verschiebungen an den Haarzellen führt; an deren Basis hohe Frequenzen, an der Spitze (Apex) niedrige Frequenzen.
B: Alternative Ansicht, die zeigt, dass unabhängig Haarzellen in der Nachbarschaft mit erfasst werden.

In der Physiologie ist eine Wanderwelle eine von Nobelpreisträger Georg von Békésy beschriebene Welle im Innenohr. Sie entsteht durch den Eintritt von Schall in das Innenohr und lenkt durch Druckschwankungen die Basilarmembran aus. Die Welle führt entsprechend ihrer Frequenz an einem bestimmten Ort der Basilarmembran zu einer maximalen Auslenkung.
Der Zusammenhang Frequenz/Basilarmembranauslenkung ist durch die mechanischen Eigenschaften der Basilarmembran gegeben. Die Eigenfrequenz der Membranabschnitte nimmt von der Basis zur Spitze ab, entsprechend der Abnahme der Steifigkeit und der Zunahme der Masse.
An dem Punkt der maximalen Auslenkung beendet die Welle ihre Wanderung und wird durch Antiresonanz der Tektorialmembran abgedämpft.
Diese Orts-Frequenztransformation zerlegt das Schallsignal grob in seine Frequenzen. Dadurch wird der cochleäre Verstärker (Cochlear-Amplifier) in den äußeren Haarzellen aktiviert, der den Zerlegungsprozess der Frequenzen soweit verstärkt, dass einzelne Frequenzen vom Ohr unterschieden werden können. Dieser Mechanismus ist eine wichtige Grundlage, menschliche Sprache verstehen zu können.

## Elektrotechnik und Physik
Wanderwellen werden z. B. in Hochspannungsleitungen, bei Elektromotoren und zur Leistungsübertragung bei hohen Frequenzen (siehe Wellenleiter) beobachtet bzw. genutzt. Die Signalverstärkung in Wanderfeldröhren basiert auf der Kopplung einer Wanderwelle mit einem gebündelten Strahl frei fliegender Elektronen. Im Wanderwellenbeschleuniger werden freie Elektronen auf hohe kinetische Energie gebracht, indem sie in einem geeignet geformten Hohlleiter auf der elektromagnetischen Welle „surfen“.
Wenn der Wellenzug in Ausbreitungsrichtung räumlich begrenzt, also ein Impuls ist, kann man eine Hüllkurve definieren, die ihn umgibt. Der Impuls entspricht gemäß der Fourieranalyse einem Frequenzband, dessen Schwerpunkt sich mit der Gruppengeschwindigkeit bewegt. Falls die Ausbreitungsgeschwindigkeit von der Wellenlänge abhängt und gewisse Grenzen eingehalten werden, spricht man von formstabilen Solitonen.